# Richard Madden
Richard Madden (født 18. juni 1986) er en skotsk skuespiller, kendt for rollen som Robb Stark i tv-serien Game of Thrones og som prinsen i Eventyret om Askepot (2015).

## Udvalgt filmografi

### Film
- Chatroom (2010) – Ripley Collins
- Eventyret om Askepot (2015) – Prinsen
- Bastille Day (2016) – Michael Mason
- Ibiza (2018) - Leo West
- Rocketman (2019)
- 1917 (2019)
- Eternals (2021)

### Tv-serier
- Barmy Aunt Boomerang (1999–2000; 20 afsnit) – Sebastian Simpkins
- Game of Thrones (2011–13; 22 afsnit) – Robb Stark
- Medici: Masters of Florence (2016; 8 afsnit) – Cosimo de' Medici
- Bodyguard (2018; 6 afsnit) – David "Dave" Budd